# Annona edulis
El guaituto, anón de monte o tucuragua (Annona edulis) es una especie de planta de la familia Annonaceae, que se encuentra en Perú, Ecuador, Colombia, Venezuela y Brasil.

## Descripción
Es un árbol que alcanza entre 2 y 20 m de altura. El tronco es erecto, de 20 a 60 cm de diámetro, con cortesanamente fisurada. Ramos e pecíolos densamente seríceos, tricomas simples castaños, a glabrescentes. Pecíolos de 5 a 20 mm de largo. Lâmina ovalada, elíptica a obovada ou oblonga, 11 a 35 cm de longitud por 5–20 cm, base amplamente cuneiforme, obtusa a cordada, ápice ligeiramente acuminado a agudo y margem entero. Inflorescências de 1 a 4 en los. entrenudos. Flores perfumadas con sépalos libres de 2 a 3 mm . Pétalos conadas, tubo de 4–7 mm de comprimento, lóbulos oblongo-elípticos, densamente verruculose, 8–15 × 4–6 mm. Fruto verde, amarillo cuando madura, subgloboso a amplamente ovóide ou elipsóide, verrugoso, compuesto de 40 a 00 carpelos, densamente cubierto por pelos, de 1,4 a 5,5 cm de longitud por 1 a 4 cm de diámetro. Pulpa dulce comestible. Semillas negras com 6 a 8 mm de largto.